# CNE
CNE (akronim od Człowiek Nowej Ery), właściwie Tomasz Kleyff (ur. 3 maja 1978 w Warszawie) – polski raper, freestyle'owiec, autor tekstów, konferansjer, dziennikarz, producent muzyczny i prezenter telewizyjny. Znany przede wszystkim z występów w duecie z Maciejem „WSZ” Gnatowskim. Współtworzył także formacje Gib Gibon Skład i Baku Baku Skład. Syn Jacka i wnuk Zygmunta.
Współpracował z takimi wykonawcami, jak Slums Attack, Kaliber 44, Paresłów, Waco, DJ 600V, Sistars, Abradab, DonGURALesko, Matheo, Tede, DJ Decks, Numer Raz, Proceente, czy IGS. Prowadził m.in. turnieje WBW (Wielka Bitwa Warszawska) i Floor Wars oraz festiwal Gdańsk Dźwiga Muzę.

## Życiorys
Syn warszawskiego barda i poety Jacka Kleyffa, wnuk Zygmunta – architekta i wykładowcy akademickiego. Tomasz Kleyff hip-hopem zainteresował się w latach 90. XX w. Początkowo jeździł na deskorolce. Tworzył w ramach krótkotrwałego zespołu Wujek Samo Zło do którego należał także Maciej Gnatowski posługujący się pseudonimem Cygan. Równolegle studiował na Wydziale Biologii Uniwersytetu Warszawskiego. Jednakże przerwał naukę po trzech latach. W 1999 roku CNE zadebiutował jako gość na albumie formacji Parafun pt. Jedna siła jeden cel. W międzyczasie Kleyff kontynuował współpracę z Gnatowskim, wówczas już znanym jako WSZ. Efektem był utwór „Czy to, co robimy”, który ukazał się na kompilacji różnych wykonawców Pokaż walory (2000). Następnie na niespełna rok związał się z czasopismem Dosdedos w którym pełnił funkcję zastępcy redaktora naczelnego. Podjął także studia licencjackie na kierunku dziennikarstwo w Wyższej Szkole Komunikowania i Mediów Społecznych im. Giedroycia, których również nie ukończył.
W 2001 roku m.in. wraz z Tede jako Gib Gibon Skład wziął udział w najsłynniejszej polskiej bitwie hip-hopowej: Bitwie Płockiej. Artyści zmierzyli się wówczas w pojedynku freestyle’owym wraz z formacją Obrońcy Tytułu, której przewodził Eldo. Zwycięzcą turnieju, którego kanwą był beef pomiędzy Tede a Eldo był Gib Gibon Skład. W międzyczasie Kleyff wziął udział w produkcji MTV Polska „Mówią bloki człowieku” w reżyserii Joanny Rechnio. Również w 2001 roku CNE gościł na pierwszym albumie żeńskiego duetu Paresłów, debiucie solowym Tedego, a także albumach producenckich Waco, IGS-a i DJ-a 600V. Raper zadebiutował także jako prezenter stacji telewizyjnej VIVA Polska, w którym wraz z WSZ podjął się prowadzenia programu hip-hopowego Megazin.
Pierwszy album studyjny pt. Te-Rap-Ja CNE nagrał w duecie wraz WSZ. Materiał ukazał się w 2002 roku nakładem Warner Music Poland. Produkcji nagrań podjęli się DJ Feel-X, Tede, Igor, Korzeń i Majki. Pewną popularność zyskała w kraju pochodząca z płyty piosenka „Każdy szczegół”, która dotarła do 59. miejsca Szczecińskiej Listy Przebojów Polskiego Radia. Do utworu został zrealizowany również teledysk. Z kolei Te-Rap-Ja znalazła się w październikowym zestawieniu stowarzyszenia ZPAV najlepiej sprzedających się płyt. Powstały także klipy do kompozycji „Rapowe ziarno” oraz „Jak”. W drugim z nich gościnnie wystąpił aktor Henryk Gołębiewski. Materiał był promowany podczas licznych koncertów w Polsce, raperzy wystąpili m.in. dla osadzonych w Zakładzie Karnym we Włocławku.
W 2003 roku CNE, obok WSZ i Kołcza wystąpił na mixtapie Tedego sygnowanym jako DJ Buhh – Volumin II: George W. Buhh. Zwrotki rapera znalazły się także na płycie formacji Sistars – Siła sióstr. W tym samym roku CNE i WSZ w telewizji VIVA Polska, rozpoczęli prace na planie nowego programu – Rap Kanciapa. Natomiast rok później CNE rymował na drugiej płycie Tedego – Notes i debiucie solowym Abradaba pt. Czerwony album. Kolejna płyta duetu WSZ i CNE pt. Jeszcze raz ukazała się w 2005 nakładem wytwórni Wielkie Joł. Promowały ją utwory pt. „Jeszcze raz” i „Gangsterka”, do których został zrealizowane teledyski. W utworze „Gangsterka” Człowiek Nowej Ery nawiązał do osoby Freeze’a (1978-2002), rapera związanego w latach 90. XX w. z formacją Mop Skład. Promocyjny obraz powstał także do piosenki „Pierwiastek” z gościnnym udziałem raperki Ani Sool. Producentami albumu byli Tede, Młody Grzech, Matheo oraz Eraefi. W 2006 roku CNE i WSZ przenieśli się do stacji MTV Polska, gdzie prowadzili program Rap Pakamera. W latach późniejszych raper gościł na albumach takich wykonawców jak IGS, Efekt Działania, Tede oraz DJ Decks. Z kolei sam CNE wyprodukował prowadzoną równolegle przez WSZ audycję Tramwajówka.
W 2016 roku Kleyff objął funkcję dyrektora programowego stacji telewizyjnej Hip Hop TV.

## Dyskografia
Albumy
| Te-Rap-Ja (oraz WSZ)        | - Data: 10 października 2002 - Wydawca: Warner Music Poland | 40 |
| Jeszcze raz (oraz WSZ)      | - Data: 13 października 2005 - Wydawca: Wielkie Joł         | –  |
| „–” album nie był notowany. |                                                             |    |

Single
| Tytuł                     | Rok  | Pozycja na liście | Album     |
| Tytuł                     | Rok  | SLiP              | Album     |
| ------------------------- | ---- | ----------------- | --------- |
| Każdy szczegół (oraz WSZ) | 2002 | 59                | Te-Rap-Ja |

Kompilacje różnych wykonawców
| Album          | Rok  | Utwór                           | Źródło |
| -------------- | ---- | ------------------------------- | ------ |
| Pokaż walory   | 2000 | WSZ & CNE – „Czy to, co robimy” | [ 10 ] |
| Hiphopstacja 3 | 2006 | WSZ & CNE – „Gangsterka”        | [ 11 ] |

Występy gościnne
| Album                                | Rok  | Utwór | Źródło |
| ------------------------------------ | ---- | --- | ------ |
| Parafun – Jedna siła jeden cel       | 1999 | „Freestyle” (gościnnie: Cygan, CNE) | [ 12 ] |
| Slums Attack – I nie zmienia się nic | 2000 | „Nasze znajomości” (gościnnie: WSZ & CNE) | [ 13 ] |
| Kaliber 44 – 3:44                    | 2000 | „Takie jakie jest” (gościnnie: WSZ & CNE) „Baku Baku to jest skład” (gościnnie: WSZ & CNE) „Baku Baku ciężkie jest jak cut” (gościnnie: WSZ & CNE)                                                                                         | [ 14 ] |
| Paresłów – Galaktao                  | 2001 | „Delektuj się” (gościnnie: WSZ & CNE) | [ 15 ] |
| DJ 600V – Wkurwione bity             | 2001 | „Mikrofonowi ludzie” (gościnnie: WSZ & CNE) | [ 16 ] |
| Tede – S.P.O.R.T.                    | 2001 | „A pamiętasz jak...” (gościnnie: WSZ & CNE) | [ 17 ] |
| Waco – Świeży materiał               | 2001 | „Ukryte zwierzę” (gościnnie: WSZ & CNE) | [ 18 ] |
| DJ 600V – V6                         | 2001 | „Mikrofonowi ludzie (Remix)” (gościnnie: WSZ & CNE) | [ 19 ] |
| IGS – Alchemia                       | 2001 | „Lansuj się z Gibon Składem” (gościnnie: Tede, Borixon, CNE) | [ 20 ] |
| Tede – D.I.S. Domysły i Spekulacje   | 2003 | „Pili gin (Radio Edit)” (gościnnie: CNE) | [ 21 ] |
| DJ Buhh – Volumin I: Hałas           | 2003 | „Robisz, robisz” (gościnnie: Kołcz, CNE) | [ 22 ] |
| DJ Buhh – Volumin II: George W. Buhh | 2003 | „Są tacy ludzie” (gościnnie: Kołcz, Kiełbasa, CNE) „Ludzie nocy” (gościnnie: CNE, DJ Bart) „Dryń-dryń” (gościnnie: CNE) „Hola-hola” (gościnnie: Kołcz, CNE) „Kurort” (gościnnie: WSZ & CNE, Kołcz) „Trening” (gościnnie: Kołcz, WSZ & CNE) | [ 23 ] |
| Tede – 3h hajs, hajs, hajs           | 2003 | „Pili gin” (gościnnie: CNE) | [ 24 ] |
| Sistars – Siła sióstr                | 2003 | „Bierz, bierz…” (gościnnie: Ania Szarmach, WSZ & CNE) | [ 25 ] |
| Tede – Notes                         | 2004 | „Zajawka kipi” (gościnnie: CNE) „Ekipa Wielkie Joł” (gościnnie: Kiełbasa, Kołcz, Numer Raz, WSZ & CNE) | [ 26 ] |
| Abradab – Czerwony album             | 2004 | „Tu mam swój skład (Baku Baku)” (gościnnie: WSZ & CNE) | [ 27 ] |
| IGS – Garaże                         | 2006 | „Dokąd się tak spieszysz (wolny styl)” (gościnnie: CNE) | [ 28 ] |
| Efekt Działania – Chaos              | 2006 | „Niezależni” (gościnnie: DJ DFC, WSZ & CNE) „To ten skład” (gościnnie: WSZ & CNE) | [ 29 ] |
| Anioł – Zza kulis                    | 2007 | „Zza kulis” (gościnnie: WSZ & CNE) „Zza kulis” (Remix) (gościnnie: WSZ & CNE) | [ 30 ] |
| DJ Buhh – Volumin IV: Pierdolę was   | 2008 | „Znów on” (gościnnie: Kiełbasa, Kołcz, CNE) „Kod w rękawie” (gościnnie: CNE, DJ Macu) „Pejs” (gościnnie: CNE, Kiełbasa) „My wybrani” (gościnnie: CNE)                                                                                      | [ 31 ] |
| Tede – Ścieżka dźwiękowa             | 2008 | „F/S 360 Kickflip” (gościnnie: CNE, John Connor) | [ 32 ] |
| DJ Decks – Mixtape 4                 | 2008 | „Spontan” (gościnnie: WSZ & CNE) | [ 33 ] |
| Numer Raz – Ludzie, maszyny, słowa   | 2009 | „Stan nastuk” (gościnnie: WSZ & CNE) | [ 34 ] |

## Teledyski
| Tytuł                                                         | Rok  | Reżyseria | Album       | Źródło |
| ------------------------------------------------------------- | ---- | --------- | ----------- | ------ |
| „Każdy szczegół” (oraz WSZ)                                   | 2002 | –         | Te-Rap-Ja   | [ 35 ] |
| „Jak” (oraz WSZ)                                              | 2002 | –         | Te-Rap-Ja   | [ 36 ] |
| „Rapowe ziarno” (oraz WSZ)                                    | 2002 | –         | Te-Rap-Ja   | [ 37 ] |
| „Gangsterka” (oraz WSZ)                                       | 2005 | Grupa 13  | Jeszcze raz | [ 38 ] |
| „Jeszcze raz” (oraz WSZ)                                      | 2005 | Grupa 13  | Jeszcze raz | [ 39 ] |
| „Pierwiastek” (oraz WSZ, gościnnie: Ania Sool)                | 2006 | –         | Jeszcze raz | [ 40 ] |
| Numer Raz, WSZ, CNE, Filip Rudanacja, DJ Bart – „Rywalizacja” | 2006 | Grupa 13  | –           | [ 41 ] |
| „#Hot16Challenge”                                             | 2014 | –         | –           | [ 42 ] |

## Filmografia
| Tytuł                     | Rok  | Uwagi                          | Źródło |
| ------------------------- | ---- | ------------------------------ | ------ |
| „Mówią bloki człowieku”   | 2000 | jako on sam, film dokumentalny | [ 43 ] |
| „Mówią bloki człowieku 2” | 2001 | jako on sam, film dokumentalny | [ 43 ] |

## Publikacje
- Dominika Węcławek, Marcin Flint, Tomasz Kleyff, Andrzej Cała, Kamil Jaczyński: Antologia Polskiego Rapu. Narodowe Centrum Kultury, 2014. ISBN 978-83-7982-041-2. Brak numerów stron w książce